# THE YELLOW MONKEY SINGLE COLLECTION
『THE YELLOW MONKEY SINGLE COLLECTION』（ザ・イエローモンキー・シングル・コレクション）は、THE YELLOW MONKEYの非公認シングルコレクションアルバム。1998年12月10日発売。発売元はTRIAD/日本コロムビア。
2013年12月4日に、リマスター盤がBlu-spec CD2規格にて再発売された。

## 解説
デビュー曲「Romantist Taste」からファンハウス移籍直前に出された「SPARK」までリリース順に収録されている。『GOLDEN YEARS Singles 1996-2001』と併せると、イギリス盤として逆輸入された「SUGAR FIX」を除く、活動休止以前の全シングル表題曲を揃えられる。初回盤は特殊パッケージ仕様。
本作品はレーベル主導で制作されたものでメンバーや事務所は一切関わっていないため、所属事務所のBOWINMAN MUSICのロゴが記載されていないが、2013年に発売されたリマスター盤には所属事務所の現社名bajのロゴが付与されてある。

## メンバー・演奏者
- 吉井和哉 - ボーカル、ギター
- 菊地英昭 - ギター
- 廣瀬洋一 - ベース
- 菊地英二 - ドラムス

## 収録曲
| 全作詞・作曲: 吉井和哉。 |                                            |           |            |                                                |      |
| #                        | タイトル                                   | 作詞      | 作曲・編曲 | 編曲                                           | 時間 |
| 1.                       | 「Romantist Taste」                        | 吉井和哉  | 吉井和哉   | THE YELLOW MONKEY                              | 5:04 |
| 2.                       | 「アバンギャルドで行こうよ」               | 吉井和哉  | 吉井和哉   | THE YELLOW MONKEY                              | 4:37 |
| 3.                       | 「悲しきASIAN BOY」                        | 吉井和哉  | 吉井和哉   | THE YELLOW MONKEY                              | 4:36 |
| 4.                       | 「熱帯夜」                                 | 吉井和哉  | 吉井和哉   | THE YELLOW MONKEY                              | 4:43 |
| 5.                       | 「Love Communication」                     | 吉井和哉  | 吉井和哉   | THE YELLOW MONKEY                              | 4:59 |
| 6.                       | 「嘆くなり我が夜のFantasy」                | 吉井和哉  | 吉井和哉   | THE YELLOW MONKEY                              | 4:25 |
| 7.                       | 「追憶のマーメイド」(シングル・バージョン) | 吉井和哉  | 吉井和哉   | THE YELLOW MONKEY in association with 松本晃彦 | 3:57 |
| 8.                       | 「太陽が燃えている」(シングル・バージョン) | 吉井和哉  | 吉井和哉   | THE YELLOW MONKEY                              | 5:00 |
| 9.                       | 「JAM」                                    | 吉井和哉  | 吉井和哉   | THE YELLOW MONKEY                              | 5:18 |
| 10.                      | 「Tactics」                                | 吉井和哉  | 吉井和哉   | THE YELLOW MONKEY                              | 4:29 |
| 11.                      | 「SPARK」                                  | 吉井和哉  | 吉井和哉   | THE YELLOW MONKEY                              | 4:10 |
| 合計時間:                | 合計時間:                                  | 合計時間: | 51:18      |                                                |      |